# Telenowela

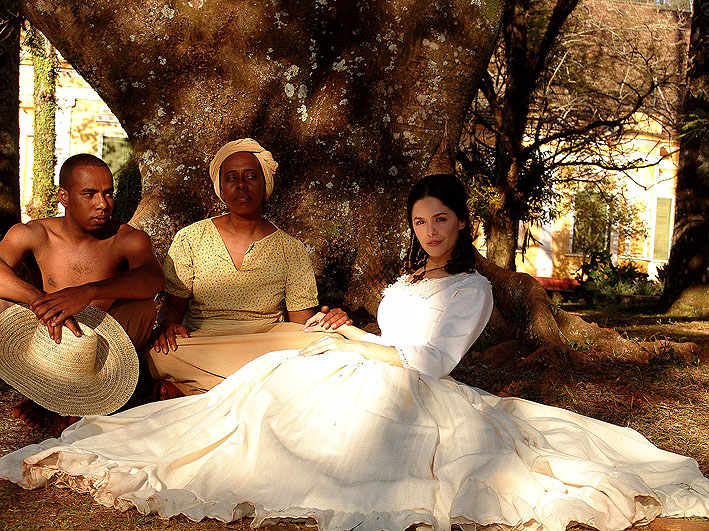
Telenowela Niewolnica Isaura z 2004 roku

Telenowela (od hiszp. telenovela) – gatunek telewizyjny charakterystyczny dla Ameryki Południowej i Środkowej.
Pierwszą telenowelą wyświetlaną w Polsce była Niewolnica Isaura w 1985. Po wielkim sukcesie oglądalności zaczęto sprowadzać później wiele telenowel brazylijskich, argentyńskich, wenezuelskich czy meksykańskich.
W telenoweli łatwo jest wyróżnić główny wątek, oparty na tradycyjnej fabule melodramatycznej, którą zwykle jest historia miłosna. Zwykle miłość od pierwszego wejrzenia, mająca wiele przeciwności do pokonania. Następną cechą jest zdecydowane i konsekwentne dążenie do zakończenia, kończące się zwykle małżeństwem głównych bohaterów i rozwiązaniem wszystkich wątków pobocznych mniej lub bardziej związanych z nimi.
Należy zauważyć, że określenie „telenowela"  w języku polskim nie oddaje istoty gatunku, gdyż nowela po polsku to: „krótki, jednowątkowy utwór literacki", podczas gdy taki serial zawiera w swej fabule wiele wątków i jest zwykle bardzo długi. Wynika to z błędnej kalki językowej, gdyż słowo „nowela" w wielu językach, w tym po hiszpańsku, oznacza powieść.  
W krajach takich jak Kolumbia, Wenezuela czy Meksyk kręcenie telenowel przybrało charakter przemysłu, podobnego do tego z Hollywood. Największe znaczenie ma to zwłaszcza w Meksyku. W 2008 roku dochody meksykańskiej telewizji ze sprzedaży telenowel za granicę przekroczyły 400 milionów dolarów i dorównały dochodom jakie osiągnęła wtedy brytyjska BBC.